# انهيار الدولة
انهيار الدولة أو انحلالها أو سقوطها هو الفشل الكامل لنمط الحكم داخل دولة ذات سيادة. وفي بعض الأحيان يؤدي ذلك إلى دولة فاشلة، كما حدث في الصومال ويوغوسلافيا خلال عقدها الأخير. وفي كثير من الأحيان، هناك عملية انتقال فورية إلى إدارة جديدة، يجري خلالها الحفاظ على الخدمات الأساسية مثل جمع الضرائب، والدفاع، والشرطة، والخدمة المدنية، والمحاكم في جميع أنحاء البلد، كما هو الحال في جنوب أفريقيا بعد فشل نظام الأبارتايد.
قد يتزامن انهيار الدولة مع الانهيار الاقتصادي. انهيار الدولة ليس دائمًا مرادفًا للانهيار المجتمعي، والذي غالبًا ما يكون عملية مطولة، كما في سقوط الإمبراطورية الرومانية الغربية.
لا تنجح كل محاولات تغيير النظام في إحداث انهيار الدولة. إذ فشلت مؤامرة بابينغتون في القرن السادس عشر لاغتيال الملكة إليزابيث الأولى ملكة إنجلترا، وثورة الديسمبريين في القرن التاسع عشر في روسيا، وغزو خليج الخنازير الكوبي في القرن العشرين.

## تاريخ المفهوم
بالنسبة لأرسطو (384-322 قبل الميلاد)، كانت المخاطر الكامنة في الديمقراطية، أولًا: أن الصراع بين الطبقة الأرستقراطية والفقراء كان أمرًا حتميًا، وثانيًا: أنها تقود إلى «الأذى والفساد». كلتا العمليتين تؤديان إلى الانهيار ما لم تُفرض ضوابط مستقلة وتُفصل السلطات. أكد الفيلسوف اليوناني القديم بوليبيوس (نحو 200 - نحو 118 قبل الميلاد) أن جميع الأمم تتبع دورة: الديمقراطية، والأوليغاركية، والديكتاتورية، والاستبداد، والانهيار.
نشر العالم الإسلامي ابن خلدون (1332-1406) نظرية عامة لانهيار الدولة. حَوّل «العقلاني اللاهوتي» دراسة التاريخ إلى «علم جديد». في نظره، أصبحت الأسر الحاكمة مرارًا وتكرارًا «آبدة، هرمة، وقسرية، ومتغطرسة، و خاضعة للرغبة... وقابلة للانقسامات داخل الأسرة». يختفي شعور المجموعة (العصبية، التفكير الجماعي) مع تقدم الأسرة الحاكمة في هرمها. كان ابن خلدون قدريًا: «هذا الهرم مرض مزمن لا يمكن علاجه لأنه شيء طبيعي». لاحظ أن الأسر الحاكمة تستمر لثلاثة أجيال قبل أن تتسبب الزمرة الغازية الجديدة في انهيار القديمة، وتكون هذه الأسر «قلقة، ومتيقظة، وذات بطش»، وفق المبدأ الوارد في سفر الخروج، الفصل 20، الآية 4: «أَفْتَقِدُ ذُنُوبَ الآبَاءِ فِي الأَبْنَاءِ فِي الْجِيلِ الثَّالِثِ وَالرَّابِعِ مِنْ مُبْغِضِيَّ». يناقش البروفيسور جيف مولغان ابن خلدون بالتفصيل ويوافق على الجدول الزمني: «هناك أوجه تشابه واضحة بين عمر الأفراد والجماعات الحاكمة».
زعم جون جوزيف سوندرز في عام 1966 أن «عصرنا، مثل عصره، هو عصر البؤس»، أسِف لأن ابن خلدون «لم يكن له سلف ولا خلفاء... لم ينهض من نومه الطويل إلا بعد أربعة قرون من وفاته». في عام 1868 ترجم المستعربون الفرنسيون المقدمة، «اندهش العالم، لكنه ظل رائدًا وحيدًا دون أتباع... لم يثبت العالم بعد أن التاريخ يمكن أن يوجد بشكل مستقل عن البيئة اللاهوتية التي تمنحه معنى».
يشير الفيلسوف الياباني هاجيمي تانابي إلى الدور شبه الديني للدولة في التوسط بين الأفراد الفانين والكون الأبدي، فالدول كالشخصيات الدينية تنهار بانتظام وعليها ان تخضع لعملية الموت والبعث بعد الموت. وهو يرى أن هذا قد يفسر الشعبية الدائمة للدول لأنها تثبت بانتظام قدرتها على تجاوز الموت.

وفقًا لعالم النفس إريك فروم، من الممكن أن تصاب أمة بأكملها بالجنون، إذا كانوا يشتركون جميعًا في نفس الرذائل والأخطاء. تؤدي المعاملة اللاإنسانية من قِبَل الحكام حتمًا إلى الانهيار:
يمكن أن ينجح الطغاة والجماعات الحاكمة في السيطرة على إخوانهم واستغلالهم... لكن ردة فعل رعاياهم... مع اللامبالاة، وضعف الذكاء، والمبادرة، والمهارات... أو تكون ردة فعلهم بتراكم الكراهية والقدرة التدميرية بحيث ينهون أنفسهم وحكامهم ونظامهم.... إذا عاش الإنسان في ظروف تتعارض مع طبيعته ونموه وعقله، فلا يسعه إلا أن يتفاعل.
يدعي مارك بليث أن الديمقراطية يمكن أن تنهار أيضًا «إذا لم يحصل الناخبون على ما يريدون واكتفوا بتأكيد الوضع الراهن». وفي ظل هذه الظروف، قد يختار الناخبون المحرومون من الاختيار الحقيقي الخيار الأقل ديمقراطية.
تناقش مارينا أوتاواي انهيار الإمبراطورية النمساوية المجرية والإمبراطورية العثمانية في عام 1918، والهند البريطانية في عام 1947، وانهيار الاتحاد السوفيتي في عام 1991، وانهيار حكومة التفوق الأبيض في جنوب أفريقيا في عام 1993، وانهيار تشيكوسلوفاكيا في العام التالي، ويوغوسلافيا. يرى هارولد بركين «تسارعًا في عملية الانهيار... شهد [القرن العشرين] انهيار سبع إمبراطوريات عظيمة: الإمبراطورية الصينية، والألمانية، والنمساوية-المجرية، والدولة العثمانية، والإمبراطورية اليابانية، والإمبراطورية البريطانية، وروسيا مرتين». علاوة على ذلك، شهد القرن العشرين انهيار الإمبراطوريتين الفرنسية والبرتغالية.
يأسف جون كينيث غالبريث للمقدار «الضئيل جدًا» من البحث حول السلطة السياسية في مثل هذه الحالات. تنتقل السلطة بانتظام إلى أولئك الذين «يؤكدون المجهول بأكبر قدر من الاقتناع... ولا يتعلق بالضرورة بالذكاء». ما نسميه «القوة» هو «في الواقع، وهم القوة». بمناقشة كيف تسبب المهاتما غاندي «الضعيف» في انهيار الهند البريطانية «القوية» عسكريًا، يعكس غالبريث أن القوة، التي يُنظر إليها في الغالب على أنها حيازة الدول وقادتها، يمكن أن يُنظر إليها بشكل أفضل على أنها تدفق، إلى «تلك الأدوات التي تفرضها» وبعيدًا عنها.
قلة من علماء السياسة تنبؤوا بشكل موثوق بانهيار الاتحاد السوفيتي أو اتفقوا على أسبابه. لم يتوقع أحد الربيع العربي. على الرغم من أن العديد من الكتابات تدرس حالات معينة من انهيار الدولة بمعزل عن بعضها البعض، يبدو أنه لا يوجد نص معاصر يقارن الأحداث على أساس تاريخي عالمي ويحدد السمات المشتركة.

شجب مارتن وايت، مثل سوندرز، «تركيز القوة الشيطاني» للبلدان المهزومة في الحربين العالميتين. وهو مسيحي متدين رأى «انتصار تدمير الذات» على أنها «لحظات المسيح الدجال». وكره النزعة العلمانية الحديثة التي تنظر إلى السياسة باعتبارها سلسلة من الأسئلة (القضية الشرقية، حل الدولتين) مع «الحلول» التي تخلو من المضمون الأخلاقي، لأن
أعضاء المجتمع الدولي، على وجه العموم، خالدون. تموت الدول أو تختفي أحيانًا، لكنها في الغالب تعمر أطول من عمر الإنسان. هم شركاء العيش مع الأجيال القادمة... سيكون مجتمع الخالدين أكثر مرونة من مجتمع البشر... هناك صعوبات أخلاقية حول توجيه الاتهام إلى أمة بأكملها، لأن (القيام بذلك) سيجعل الأغلبية غير الفعالة تعاني بسبب أفعال الأقلية الإجرامية، والأجيال القادمة تعاني من خطايا الآباء.
فيما يتعلق بفكرة أن تكون الدولة خالدة، فإن الأمة المسماة روسيا قد نجت من انهيار نظامين سياسيين مختلفين: الإمبراطورية الروسية، الملكية ، في عام 1917؛ والاتحاد السوفيتي، الشيوعي الشمولي، في عام 1991. وعلى نحو مماثل، وعلى الرغم من هزيمة ألمانيا، التي حكمها الحزب النازي في عام 1945، وتجزئة الأمة، الألمانية، لكنها عادت إلى الحياة في عام 1990.
يصف كريستوفر بوكر دورة خيالية من التفكير الرغبوي في السياسة إذ تتبع «مرحلة الأحلام» والتي تضم التفاؤل والتوسع، مراحل «الإحباط» و«الكابوس» وأخيرًا «الانفجار داخل الواقع».

## أمثلة
من أمثلة انهيار الدولة من خلال الحرب الأهلية: حرب الورود في إنجلترا في القرن الخامس عشر، وحرب الثلاثين عاماً (1618-1648) والحرب الأهلية الإيرلندية (1916-1922) والثورة الشيوعية الصينية (1949) والثورة الكوبية (1958).
قد تنهار الدول من خلال الثورات، دون أن تشهد حرباً اهلية، حدث ذلك في الأمبراطورية الصينية (1911) وفي روسيا (1917) وفي إيران (1979). حدث الانهيار من خلال الانقلابات في مصر(1952) والعراق (1958) وليبيا (1969). تم التنازل عن السلطة من خلال التفاوض في الكومنولث الإنجليزي (1660) وعند انهيار الاتحاد السوفيتي (1991) إذ انقسم إلى خمس عشرة دولة مستقلة.
كانت إنجلترا في العصور الوسطى مسرحاً للعديد من الانهيارات العنيفة للسلالات، سقوط الملك السكسوني، عندما هزم ويليام الفاتح هارولد جودوينسون سنة 1066 والحرب الأهلية المعروفة بأسم الفوضى (1139-1153) بين ستيفن والإمبراطورة ماتيلدا، التي أنهت سلالة الملوك النورماندية. عهد آخر أنجفين، جون ملك إنجلترا المعروف بأسم لاكلاند. وطغيان آخر ملوك بلانتاجنت ريتشارد الثاني، الذي هزمه هنري دوق لانكستر، وفيما بعد هنري الرابع. تدمير سلالة لانكاستر خلال حرب الورود خاصةً معركة توكيسبيري سنة 1471. ومعركة بوسورث التي شهدت نهاية ريتشارد الثالث وخط اليوكسترا.
كان تمرد تايبينغ (1850-1864) حرباً أهلية في الصين بين أسرة تشينغ القائمة بقيادة المانشو والحركة المسيحية الألفية لمملكة السلام السماوية. كان ثاني أسوأ نزاع في التاريخ. إذ لقى 20-30 مليون حتفهم على مدى 15 عاماً. في 1858-1860 انهارت سلالة كينغ تماماً عندما غزت فرنسا والمملكة المتحدة وفرضتا معاهدات غير متكافئة. سنة 1864 انهار نظام تايبينغ أيضاً وأعيد تشكيل السلالة في استعادة تونغزي.
أدى تقسيم الهند سنة 1947 إلى إنشاء دولتين مستقلتين، الهند وباكستان. أدى التقسيم إلى نزوح ما بين 10 و12 مليون من السيخ والهندوس والمسلمين، ما تسبب في أزمات لاجئين هائلة، وحدث عنف واسع النطاق، مع تقديرات الخسائر في الأرواح المصاحبة أو السابقة للتقسيم المتنازع عليها تتراوح بين عدة مئات من الآلاف إلى مليوني شخص.
أدت المحاولات الفاشلة للإصلاح في الاتحاد السوفيتي، والاقتصاد المعطل والهزيمة في الحرب في أفغانستان إلى شعور عام بالاستياء، خاصة في جمهوريات البلطيق وأوروبا الشرقية. حاول الرئيس السوفييتي الأخير جورباتشوف وضع حريات سياسية واجتماعية أكبر، عُرفت بسياسات غلاسنوست وبيريسترويكا شجعت النقد الصريح للنظام الشيوعي. أثر الانخفاض الكبير في أسعار النفط في عامي 1985 و1986 بعمق في أداء القيادة السوفيتية. وضعت إدارة ريغان في الثمانينات صواريخ بيرشينج 2 في أوروبا الغربية من أجل تصعيد الحرب الباردة، وإرهاق اقتصاد الاتحاد السوفيتي ومحاولة التسبب في انهياره، لأنهم «لا يستطيعون تحمل الإنفاق العسكري بالطريقة التي نستطيع». انهار الاتحاد السوفيتي أخيراً سنة 1991 عندما استولى بوريس يلتسين على السلطة في أعقاب الانقلاب الفاشل الذي حاول الإطاحة بجورباتشوف. أعيد توزيع الأسلحة النووية السوفيتية على روسيا.
انهارت جمهورية يوغوسلافيا الاتحادية الاشتراكية في التسعينيات، عندما تفككت جمهورياتها الاشتراكية الست وأصبحت دولاً منفصلة. رغم انفصال سلوفينيا سلمياً، اندلعت الحروب الأهلية في كرواتيا والبوسنة وكوسوفو، ثم جزء من صربيا. اندلع التطهير العرقي والإبادة الجماعية، ومن ذلك مذبحة سيريينيتشا والإبادة الجماعية البوسنية.
انتهى نظام الفصل العنصري في جنوب إفريقيا من خلال مفاوضات بين الحزب الوطني الحاكم والمؤتمر الوطني الأفريقي والمنظمات السياسية الأخرى، ما أدى إلى أول انتخابات غير عنصرية في جنوب إفريقيا، التي فاز بها المؤتمر الوطني الأفريقي. أثيرت مخاوف بشأن مستقبل أسلحتها النووية لكنها فُككت.

## في الثقافة الشعبية
هناك العديد من الكتب والأفلام شبه الروائية، التي توضح بشكل كبير الآثار المضطربة للانهيار على الأفراد الأبرياء أو البسطاء. أظهر فيلم برناردو بيرتولوتشي الإمبراطور الأخير، انهيار كل من الإمبراطورية الصينية ومانشوكو، إضافةً إلى محاكمة ما بعد الانهيار وإعادة تأهيل بو يي. لعب برونو غانز دور هتلر في السقوط، الذي يصور الأيام الأخيرة للرايخ الثالث في ألمانيا. تظهر أحداث الفترة، كما يراها السجناء في أوشفيتز، في مذكرات بريمو ليفي، إذا كان هذا رجلاً، وفي الروايات المصورة Maus و Maus II. شهد كورت فونيغوت قصف دريسدن ورسم التجربة في المسلخ الخامس.
صُور كتاب روبرت ك. ماسي عن آخر قياصرة روسيا، نيكولاس وألكسندرا. يروي دكتور زيفاجو وكوايت فلوز ذا دون -صُور أنه حرب وثورة- قصص عائلات محاصرة في انهيار الأمبراطورية الروسية. يصور بيت المسجد وبرسيبوليس انهيار إيران.